# Gernot Hörmann
Gernot Hörmann (* 8. März 1974 in Linz) ist ein österreichischer Journalist, Hörfunk- und Fernsehmoderator.
Gernot Hörmann zählt seit 1993 zu den bekanntesten Moderatoren von ORF Radio Oberösterreich. In Radio Oberösterreich moderiert er regelmäßig die Sendungen Guten Morgen Oberösterreich und Servus Oberösterreich. Im Fernsehen präsentiert er Oberösterreich Heute, die oberösterreichische Ausgabe von Bundesland heute, und fallweise den Börse Report, eine kurze Börsen-Wochenzusammenfassung am Donnerstag kurz vor Oberösterreich heute in ORF 2 O.
Privat engagiert er sich für die Hilfsorganisationen Feuerwehr und Österreichisches Rotes Kreuz, vor allem durch die Moderation von Veranstaltungen. Gernot Hörmann ist auch Berufspilot und Fluglehrer bei einer Flugschule am Flughafen Linz in Hörsching.

## Auszeichnungen
- 2008: Medienpreis Henry des Roten Kreuzes
- 2023: Florian-Medaille des Landesfeuerwehrkommandos Oberösterreich und des Landes Oberösterreich